# Kounou
Pour les articles homonymes, voir Kounou (homonymie).
Kounou est une commune rurale située dans le département de Biéha de la province de Sissili dans la région du Centre-Ouest au Burkina Faso.

## Géographie
Kounou est une commune située à la frontière avec le Ghana et en bordure de la forêt de Nazinga.

## Éducation et santé
Le centre de soins le plus proche de Kounou est le centre de santé et de promotion sociale (CSPS) de Biéha.